# Prochoerodes accentuata
Prochoerodes accentuata is een vlinder uit de familie van de spanners (Geometridae). De wetenschappelijke naam van de soort is voor het eerst geldig gepubliceerd in 1918 door Barnes & McDunnough.